# Margaret Adebisi Sowunmi
Margaret Adebisi Sowunmi (nhũ danh Jadesimi) (sinh ngày 24 tháng 9 năm 1939) là một nhà thực vật học và nhà khảo cổ học môi trường người Nigeria. Bà tiên phong trong ngành khảo cổ học môi trường và palaeoethnobotany ở Nigeria.

## Đầu đời
Bà sinh ra ở Kano, Bắc Nigeria vào ngày 24 tháng 9 năm 1939. Cha bà là một mục sư trong Nhà thờ Nigeria. Bà đã học Cử nhân về Thực vật học đặc biệt tại Khoa Thực vật học, tại Đại học Cao đẳng Ibadan, tốt nghiệp năm 1962. Bà đã nhận được học bổng sau đại học vào năm 1963 để thực hiện nghiên cứu Phd về phái học. Để thực hiện nghiên cứu về Phái học, bà đã tới Thụy Điển để học với Gunnar Erdtman, người giám sát Phd của bà. Bà đã lấy bằng tiến sĩ về thực vật học từ Đại học Ibadan năm 1967.

## Nghề nghiệp
Năm 1967, bà được bổ nhiệm làm nghiên cứu sinh sau tiến sĩ tại Đơn vị Khảo cổ học tại Viện Nghiên cứu Châu Phi, Đại học Ibadan. Năm 1971, bà thành lập Phòng thí nghiệm Phụ khoa Đại học Nigeria. Bà được bổ nhiệm làm giáo sư khảo cổ học và khảo cổ học môi trường vào năm 1982. Trong suốt sự nghiệp của mình, cô đã giữ nhiều vị trí tham quan khác nhau, vào năm 1997 tại Khoa Khảo cổ học Châu Phi, Đại học Uppsala và năm 1998 tại Viện Khảo cổ học, Đại học College London và Khoa Khảo cổ học Châu Phi và Khảo cổ học Châu Phi, Johann Wolfgang Goethe-Universität. Trong suốt sự nghiệp của mình, bà giám sát bảy sinh viên, và được ghi nhận là một giáo viên truyền cảm hứng.
Bà là người sáng lập và chủ tịch Hiệp hội Phụ khoa Nigeria, đồng thời là chủ tịch Hiệp hội Khảo cổ học Tây Phi.
Bà đã nghỉ hưu năm 2004.

## Nghiên cứu
Thành tựu nghiên cứu của bà bao gồm những nhận dạng đầu tiên về tuổi và môi trường nhợt nhạt của hệ tầng Gwandu, những mô tả đầu tiên về phấn hoa Eocene của hệ tầng Ogwashi-Asaba, nghiên cứu đầu tiên về thảm thực vật Đệ tứ và lịch sử môi trường của Nigeria và nghiên cứu đầu tiên về phấn hoa một địa điểm khảo cổ ở Nigeria.

## Giải thưởng và danh dự
Năm 2003, Sowunmi đã nhận được bằng Tiến sĩ Triết học danh dự về Nhân văn của Đại học Uppsala để công nhận học bổng xuất sắc và những đóng góp về nghiên cứu và giảng dạy về khảo cổ học môi trường và cổ sinh vật học.

## Ấn phẩm được chọn
- MA Sowunmi. Năm 1972. Hình thái phấn hoa của loài linh dương và mang dấu ấn của nó về phân loại học. Đánh giá về Palaeobotany và Palynology
- MA Sowunmi. Năm 1973. Hạt phấn hoa của thực vật Nigeria: I. Loài cây thân gỗ. Grana
- MA Sowunmi. 1985. Sự khởi đầu của nông nghiệp ở Tây Phi: bằng chứng thực vật. Nhân chủng học hiện nay
- MA Sowunmi. 1998. Khảo cổ sinh thái ở Tây Phi: tình trạng của ngành học ở ANDAH (BW) và cộng sự, Châu Phi: thách thức của khảo cổ học. Ibadan, Sách giáo dục của Heinemann, trang. 65-100